# Türkmenabat

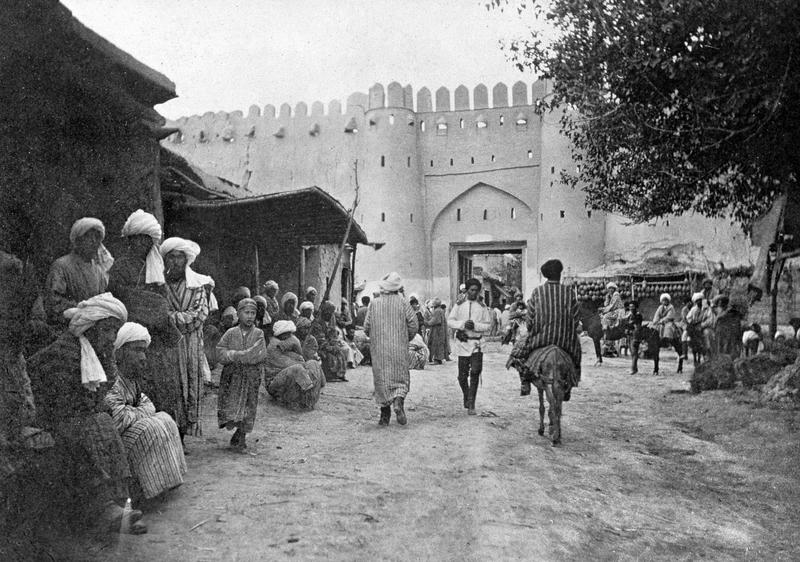
An den Toren der Stadt (1890)

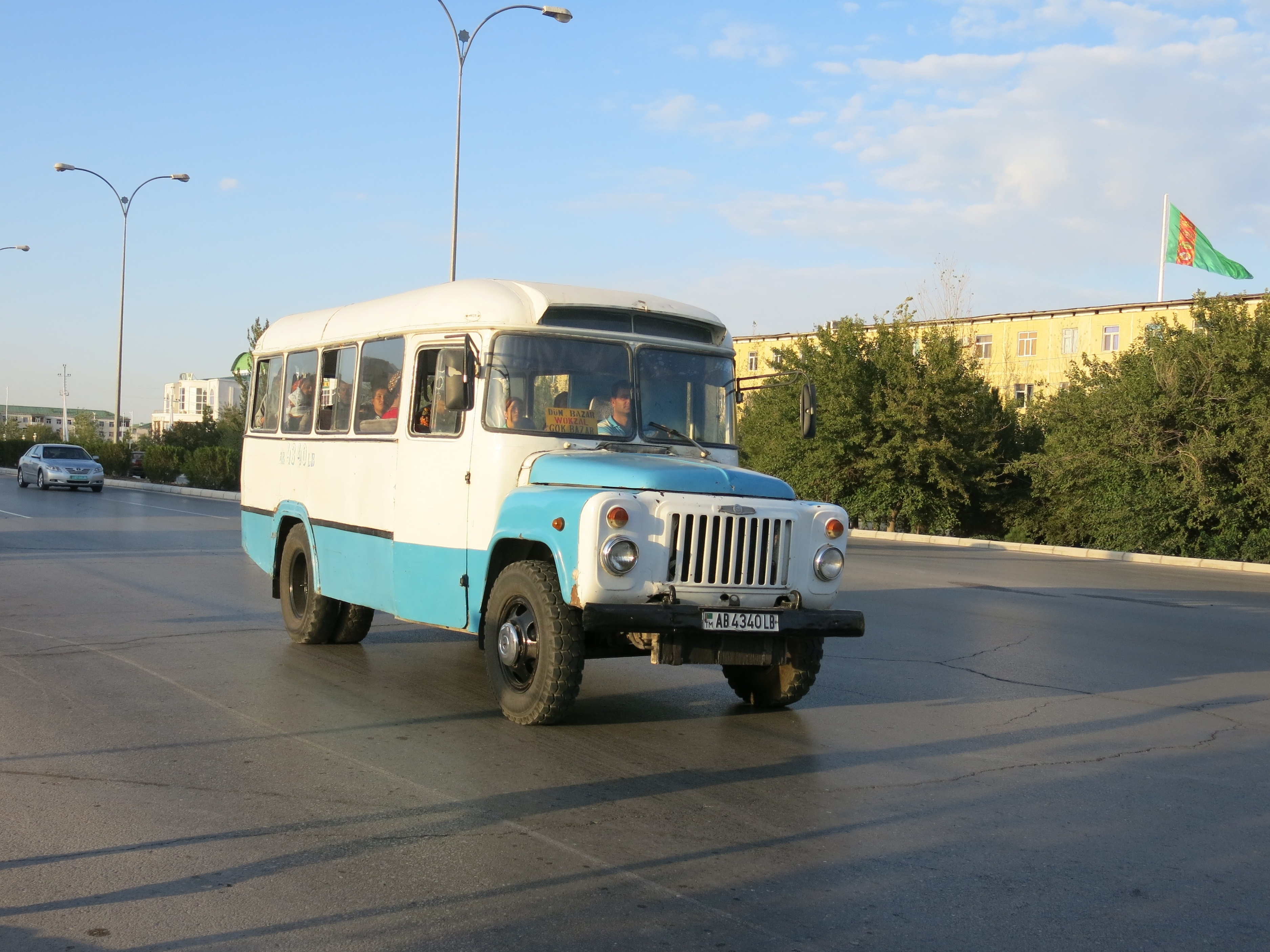
Stadtbus auf der Nyýazow-Straße

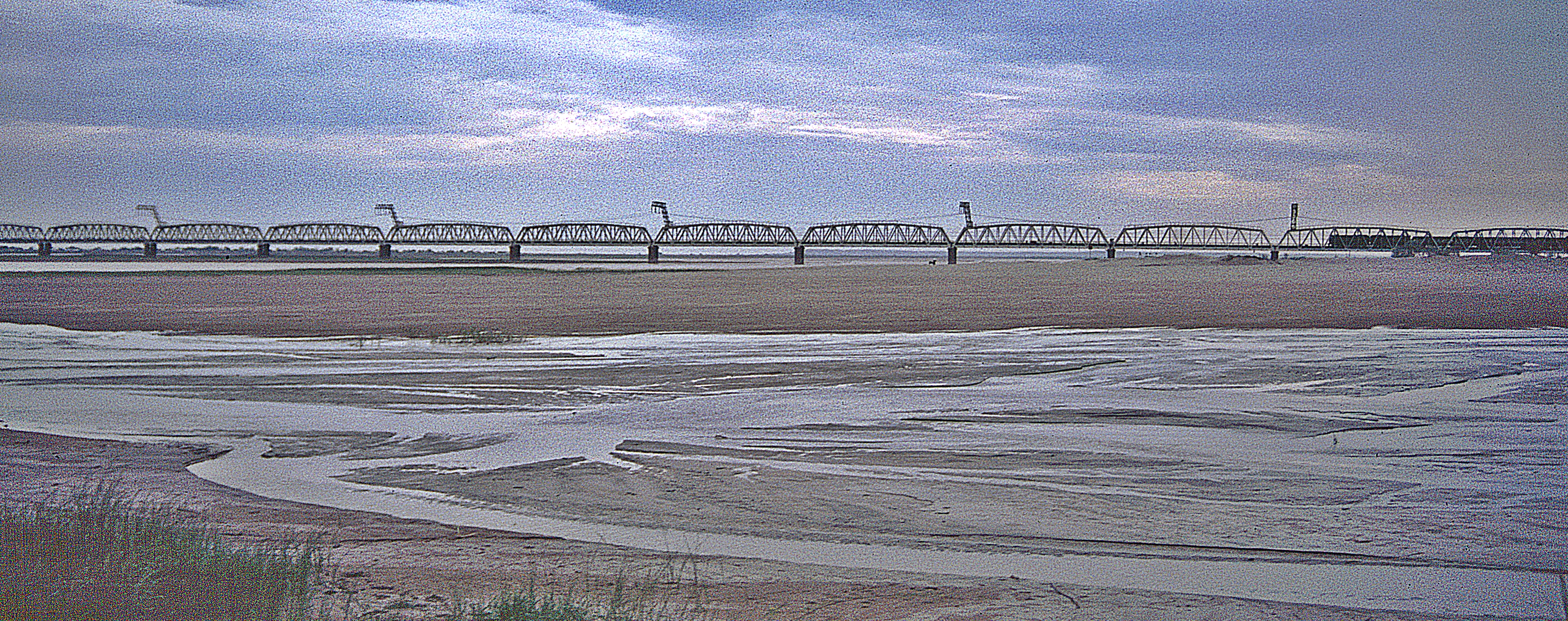
Eisenbahnbrücke über den Amudarja

Türkmenabat (russisch Туркменабад Turkmenabad; früher turkmenisch Чәрҗев/Çärjew, russisch Чарджоу/Čardžou), früher im Deutschen als Tschardschou bekannt, ist mit 253.000 Einwohnern die zweitgrößte Stadt Turkmenistans.

## Geografische Lage
Die Stadt liegt südlich des Flusses Amudarja in der Provinz Lebap, deren Hauptstadt sie außerdem ist, im Nordosten des Landes, nahe der usbekischen Grenze und etwa 500 km von der afghanischen Grenze entfernt.

## Geschichte
Türkmenabat entstand im 1. bis 4. Jahrhundert nach Christus als Stadt Amul. Die Stadt wurde im Jahr 1221 durch Dschingis Khan zerstört. Am Ende des fünfzehnten und zu Beginn des sechzehnten Jahrhunderts wurde die Stadt als Tschardschui bekannt. Tschardschou (russifizierte Bezeichnung) gehörte nicht zum Russischen Reich selbst, sondern zum abhängigen Khanat Buchara. Als die russischen Behörden jedoch beschlossen, eine Eisenbahnlinie von Merw nach Samarkand zu bauen, konnte dies nur über das Buchara-Khanat geschehen. Man beschloss, sie so zu bauen, dass sie den Amudarja bei der Oase Tschardschui überqueren würde. Im Jahr 1888 wurde ein paar Kilometer von der alten Stadt Tschardschou entfernt eine hölzerne Eisenbahnbrücke über den Amudarja gebaut, neben der ein Bahnhof entstand. Um sie herum entstand eine neue Stadt, die Neu Tschardschou genannt wurde, bald aber als Çärjew bekannt war.
Von 1924 bis 1927 hieß die Stadt zu Ehren von Wladimir Iljitsch Lenin Leninsk.
Von 1940 bis 1999 trug die Stadt erneut den Namen Çärjew (turkmenisch) bzw. Tschardschou (russisch). Anschließend wurde die Stadt vom turkmenischen Diktator Saparmyrat Nyýazow, bekannt für seinen Personenkult, in Türkmenabat umbenannt. 2006 fanden sich mehr als 500 Statuen und große Porträtbilder des ehemaligen Präsidenten Turkmenistans in der Stadt.

## Verkehr
Die Stadt liegt an der Transkaspischen Eisenbahn, in die hier die Bahnstrecke Makat–Türkmenabat und die Bahnstrecke Türkmenabat–Kerkiçi einmünden. Über den Amudarja führt hier eine Eisenbahnbrücke.
Für den Luftverkehr gibt es den internationalen Flughafen Türkmenabat, der 2018 eröffnet wurde und unter anderem eine Flugverbindung nach Aşgabat anbietet.
Türkmenabat verfügt außerdem über den größten und einen der wichtigsten Häfen am Amudarja. Seit 2017 wird der Fluss außerdem von einer 1,6 Kilometer langen Straßenbrücke überquert, die für 169 Millionen US-Dollar ab 2013 gemeinsam mit der 1,75 Kilometer langen Eisenbahnbrücke durch das ukrainische Bauunternehmen Altcom errichtet wurde.

## Wirtschaft
Türkmenabat ist das wichtigste Industriezentrum des Landes. Erzeugnisse des Landes, wie Baumwolle und Schaffelle, werden hier ver- und bearbeitet. Außerdem gibt es Industrien für Erzeugnisse des täglichen Bedarfes. Der einzige turkmenische Hersteller von Phosphordünger, das Chemiewerk S.A. Nyýazow, befindet sich in Türkmenabat.
In der Stadt gibt es Fachschulen und eine Universität, darunter das staatliche Turkmenische Pädagogische Institut.

## Sehenswürdigkeiten
Zu den markantesten Orten in und um Türkmenabat zählen:
- Der Dunya-Basar mit breitem Warenangebot aus Turkmenistan, der Volksrepublik China, Usbekistan, der Türkei und aus Russland[13]
- Das Allamberdar-Mausoleum aus dem 11. Jahrhundert nach Christus[14]
- Die Überreste der Siedlung Amul aus dem 10. Jahrhundert[15]
- Die Ruine der Karawanserei Daýahatyn[16]

Zudem gibt es mehrere Moscheen, darunter die Türkmenabat-Zentralmoschee und die Kugitang-Moschee.

## Städtepartnerschaften
- Izmir, Türkei, seit 21. Juni 1994[18]
- Rizhao, Volksrepublik China, seit 2014[19]

## Klimatabelle
|                       | Jan  | Feb  | Mär  | Apr  | Mai  | Jun  | Jul  | Aug  | Sep  | Okt  | Nov  | Dez  |   |      |
| Mittl. Tagesmax. (°C) | 6,8  | 9,6  | 16,4 | 24,5 | 30,6 | 35,2 | 36,7 | 34,6 | 29,8 | 22,4 | 15,6 | 9,0  | ⌀ | 22,7 |
| Mittl. Tagesmin. (°C) | −2,8 | −0,2 | 4,2  | 7,6  | 15,8 | 19,7 | 21,7 | 18,8 | 13,0 | 6,8  | 2,3  | −0,9 | ⌀ | 8,9  |
|                       |      |      |      |      |      |      |      |      |      |      |      |      |   |      |
| Niederschlag (mm)     | 18   | 14   | 25   | 23   | 8    | 1    | 0    | 0    | 0    | 5    | 10   | 17   | Σ | 121  |
|                       |      |      |      |      |      |      |      |      |      |      |      |      |   |      |
| Sonnenstunden (h/d)   | 4,3  | 5,4  | 6,4  | 8,1  | 10,7 | 12,8 | 12,8 | 12,2 | 10,8 | 8,6  | 6,5  | 4,3  | ⌀ | 8,6  |
|                       |      |      |      |      |      |      |      |      |      |      |      |      |   |      |
| Regentage (d)         | 5    | 4    | 6    | 4    | 2    | 0    | 0    | 0    | 0    | 1    | 3    | 4    | Σ | 29   |
|                       |      |      |      |      |      |      |      |      |      |      |      |      |   |      |
| Luftfeuchtigkeit (%)  | 75   | 70   | 62   | 54   | 41   | 35   | 36   | 36   | 42   | 54   | 64   | 75   | ⌀ | 53,6 |

| −2,8 |

| −0,2 |

| 4,2 |

| 7,6 |

| 15,8 |

| 19,7 |

| 21,7 |

| 18,8 |

| 13,0 |

| 6,8 |

| 2,3 |

| −0,9 |

| −2,8 |

| −0,2 |

| 4,2 |

| 7,6 |

| 15,8 |

| 19,7 |

| 21,7 |

| 18,8 |

| 13,0 |

| 6,8 |

| 2,3 |

| −0,9 |

## Söhne und Töchter der Stadt
- Ramiz Mustafayev (1926–2008), sowjetisch-aserbaidschanischer Komponist, Dirigent und Musikpädagoge
- Bulat Mansurow (1937–2011), sowjetischer Regisseur
- Oleg Kononenko (* 1964), russischer Kosmonaut
- Serdar Hudaýberdiýew (* 1986), turkmenischer Boxer
- Gülbadam Babamyratowa (* 1991), turkmenische Kampfsportlerin